# Toivo A. Pihkanen

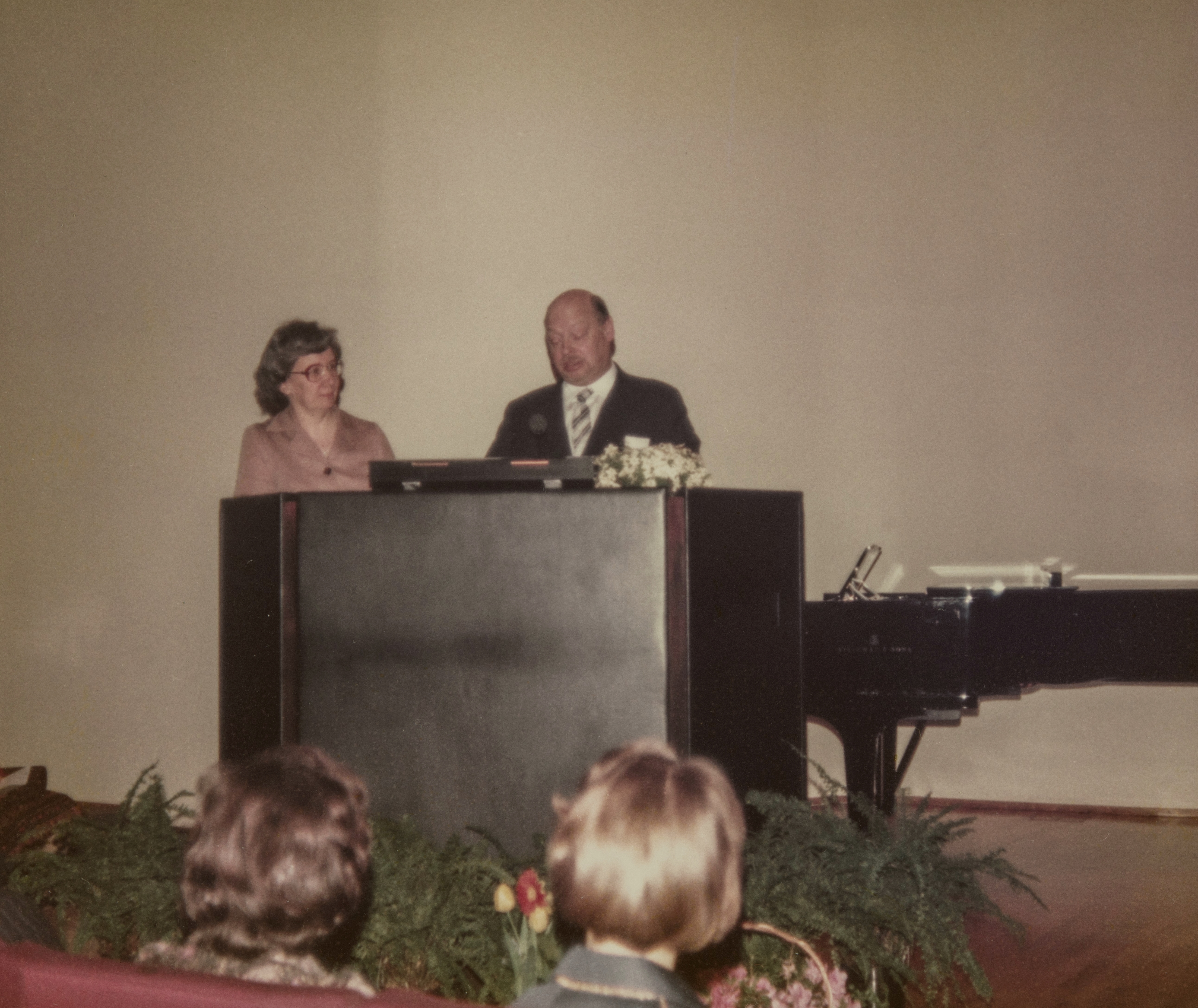
Toivo A. Pitkänen (t.h.) år 1977.

Toivo Alexius Pihkanen, född 4 juni 1919 i Björneborg, död 27 juni 1991 i Helsingfors, var en finländsk läkare. 
Pihkanen, som var specialist i nerv- och sinnessjukdomar samt företagsmedicin, blev medicine och kirurgie doktor 1957 och därefter docent i neurologi vid Helsingfors universitet. Han var överläkare vid Hesperia sjukhus 1961–1965 och sjukhusets chef 1966–1978. Under hans ledning utvecklades sjukhuset till Finlands främsta psykiatriska sjukhus och verksamheten nådde en hög internationell nivå. Han har kallats den psykiatriska rehabiliteringens fader i Finland. Han gav psykiskt stöd åt många konstnärer och tog sig aktivt an de mindre bemedlade i samhället. Han var under flera årtionden en av de bärande krafterna i Mentalvårdsföreningen i Finland. Han författade skrifter inom bland annat neurologi, psykiatri, psykosomatik och konstterapi. Han tilldelades professors titel 1969.